# بورت ريتشي
بورت ريتشي (بالإنجليزية: Port Richey, Florida)‏ هي مدينة تقع في مقاطعة باسكو (فلوريدا) بولاية فلوريدا في الولايات المتحدة. تبلغ مساحتها 7.1 (كم²)، وترتفع عن سطح البحر 3 م، بلغ عدد سكانها 2671 نسمة في عام 2010 حسب إحصاء مكتب تعداد الولايات المتحدة وتصل الكثافة السكانية فيها 485.6 نسمة/كم2.